# لودفيغ روس
كان لودفيغ روس (22 يوليو 1806، بورنهوفد - 6 أغسطس 1859، في مدينة هاله زاله في ألمانيا) عالم آثار ألماني كلاسيكي. يُذكر بشكل رئيسي بسبب إعادة اكتشاف وإعادة بناء معبد أثينا نيكه في 1835-1836، وأعمال التنقيب والحفظ الأخرى في الأكروبولس بأثينا. كان أيضًا شخصية مهمة في السنوات الأولى لعلم الآثار في مملكة اليونان المستقلة، حيث شغل منصب الإيفور (الرئيس) العام للآثار بين عامي 1834 و1836.
كممثل للبافاروقراطية -التي تمثل هيمنة الأوروبيين الشماليين (وخاصة البافاريين)، على الحكومة والمؤسسات اليونانية تحت حكم الملك أوتو البافاري المولد- اجتذب روس عداوة المؤسسة الأثرية اليونانية الأصلية. أُجبر على الاستقالة من منصب الإيفور العام بسبب تسليمه السجلات البحرية الأثينية، وهي سلسلة من النقوش المكتشفة لأول مرة في عام 1834، إلى الألماني أوغست بوكش من أجل نشرها. عين لاحقًا كأول أستاذ لعلم الآثار في جامعة أثينا، لكنه أجبر مرة أخرى على الاستقالة من قبل ثورة 3 سبتمبر 1843، التي أزالت غير اليونانيين من الخدمة العامة في البلاد. أمضى سنواته الأخيرة كأستاذ في هاله، حيث جادل دون جدوى ضد إعادة بناء عائلة اللغة الهندية الأوروبية، معتقدًا أن اللغة اللاتينية هي سليل مباشر للغة اليونانية.
كممثل للبافاروقراطية -التي تمثل هيمنة الأوروبيين الشماليين (وخاصة البافاريين)، على الحكومة والمؤسسات اليونانية تحت حكم الملك أوتو البافاري المولد- اجتذب روس عداوة المؤسسة الأثرية اليونانية الأصلية. أُجبر على الاستقالة من منصب الإيفور العام بسبب تسليمه السجلات البحرية الأثينية، وهي سلسلة من النقوش المكتشفة لأول مرة في عام 1834، إلى الألماني أوغست بوكش من أجل نشرها. عين لاحقًا كأول أستاذ لعلم الآثار في جامعة أثينا، لكنه أجبر مرة أخرى على الاستقالة من قبل ثورة 3 سبتمبر 1843، التي أزالت غير اليونانيين من الخدمة العامة في البلاد. أمضى سنواته الأخيرة كأستاذ في هاله، حيث جادل دون جدوى ضد إعادة بناء عائلة اللغة الهندية الأوروبية، معتقدًا أن اللغة اللاتينية هي سليل مباشر للغة اليونانية.
يعود الفضل في إنشاء أسس علم الآثار في اليونان المستقلة إلى روس، بالإضافة إلى تأسيس نهج منظم للتنقيب والحفظ في الأيام الأولى من الممارسة الأثرية الرسمية للبلاد. استخدمت منشوراته على نطاق واسع من قبل العلماء المعاصرين، ولا سيما في مجال النقوش، وكان دوره في أثينا في تدريب الجيل الأول من علماء الآثار اليونانيين المدربين محليًا مهمًا وبشكل خاص في تعليم باناجيوتيس إفستراتياديس، أحد أبرز كتاب النقوش اليونانيين في القرن التاسع عشر وخليفة روس في دور الإيفور العام.

## النشأة
ولد روس عام 1806 في بورنهوفد في هولشتاين، قبل أن تحكمها مملكة الدنمارك. انتقل جده لأبيه، وهو طبيب، من شمال اسكتلندا إلى هامبورغ حوالي عام 1750. تزوج والده كولين روس من جوليان أوغست ريمين. عندما كان لودفيغ يبلغ من العمر أربع سنوات، انتقل والده إلى ملكية غوت ألتيكوبل في بورنهوفد، والتي أدارها واكتسبها لاحقًا. من بين أبنائهم الخمسة وبناتهم الثلاث شقيق لودفيغ الأصغر الرسام كارل روس. قام لودفيغ، مثل شقيقه كارل، بحملة من أجل استقلال الدوقية عن الدنمارك.
نشأ روس في كيل وبلون. في عام 1825، ذهب إلى جامعة ألبريشتس الكنسية في كيل لدراسة فقه اللغة الكلاسيكي. من بين أساتذته في كيل عالم اللاهوت أوغست تويستين، المؤرخ فريدريش كريستوف دالمان، جريجور فيلهلم نيتزش ويوهان ماتياس شولتز، الذين ركزت محاضراتهم بشكل كبير على الأدب الكلاسيكي، بما في ذلك الكتاب المسرحيون اليونانيون إسخيلوس، سوفوكليس وأريستوفانيس، وكذلك دراسات فلسفية عن شيشرون ولوكريتيوس. تخرج في 16 مايو 1829 بدرجة دكتوراه في مسرحية أريستوفان: دبابير، تحت إشراف نيتزش، وبعد ذلك عمل لفترة وجيزة كمدرس خاص في كوبنهاغن. في عام 1831 نشر أول أعماله العلمية، وهو تاريخ قصير لدوقية شليسفيغ هولشتاين.
في عام 1832، وبدعم من نيتزش، تقدم روس للحصول على منحة دراسية وحصل عليها من ملك الدنمارك للسفر إلى اليونان. تكشف رسائله في هذه الفترة إلى نيتزش عن نيته في مواصلة دراساته عن أريستوفان، ونشر أعمال أكاديمية لبناء سمعته العلمية. بعد زيارة قصيرة للدراسة في لايبزيغ، شق طريقه إلى اليونان في عام 1832، وسافر برًا إلى تريست قبل أن يصعد على متن سفينة يونانية، إتيسيا، متوجهًا إلى نافبليو في 11 يوليو.

## العمل في مجال الآثار في اليونان (1832-1843)
وصل روس إلى اليونان في 26 يوليو 1832، قبل أسبوعين من تأكيد الجمعية الوطنية تعيين أوتو بافاريا ملكًا على اليونان. عين نائب أمين متحف الآثار في متحف نافبليون الأثري، عاصمة اليونان آنذاك، في عام 1832، واستقبله المجلس الوطني اليوناني في المدينة في 8 أغسطس، وقدم لهم منحوتات حجرية لأوتو. جلبها معه من تريست.
مثل العديد من علماء الآثار والعلماء الألمان، وجد روس حظوة لدى الملك الشاب، ورافق روس لاحقًا أوتو في الرحلات الأثرية حول اليونان. في عام 1833، عين روس كـ ما قبل الإيفور (باليونانية: ὑποέφορος) للآثار البيلوبونيزية، جنبًا إلى جنب مع كيرياكوس بيتاكيس لبقية البر الرئيسي لليونان وأيوانيس كوكونيس لإيجينا. خدم الإيفوريون الثلاثة تحت إشراف المهندس البافاري أدولف فايسنبرغ، الذي كان قد كلف بالمسؤولية الكاملة عن الآثار اليونانية.
نظم روس سلسلة من المسابقات الرياضية، على غرار الألعاب الأولمبية القديمة والألعاب البرزخية، في 4 مارس 1833، وشجع الحكومة اليونانية، من خلال العائلة المالكة، على إصدار مرسوم عام 1837 بإعادة إنشاء الألعاب الأولمبية في بيرغوس.

### العمل في أكروبوليس أثينا (1834-1836)
في يوليو 1834، وصل المهندس المعماري ليو فون كلينز إلى أثينا لتقديم المشورة لأوتو بشأن تطوير المدينة، وأبلغ أن الأكروبوليس، التي كانت في ذلك الوقت قلعة عسكرية احتلتها القوات البافارية، يجب أن تكون منزوعة السلاح وتعين كموقع أثري. وصدر مرسوم ملكي بهذا المعنى في 18 أغسطس. أدى عدم اهتمام فايسنبرغ المعروف بالآثار، بالإضافة إلى معارضته السياسية للوصي جوزيف لودفيغ فون أرمانسبيرغ، إلى إقالته من منصبه في سبتمبر. بناءً على توصية كلينز الشخصية، حصل روس على لقب الإيفور العام (باليونانية: Γενικὸς Ἔφορος τῶν Ἀρχαιοτῆτων) المسؤول عن جميع الآثار في اليونان في 10 سبتمبر، والتي تضمنت المسؤولية المباشرة عن الأكروبوليس. مرت سيطرة روس على الأكروبوليس على بيتاكيس، الذي كان يخدم بلا أجر منذ عام 1832 باعتباره الوصي على الآثار في أثينا (باليونانية: ἐπιστάτης τῶν ἐν Ἀθήναις ἀρχαιοτήτων)، والمناطق المسؤول عنها ما تحت الإيفور في ترتيب عام 1833. في أثينا، عمل روس في الغالب جنبًا إلى جنب مع المهندسين المعماريين من شمال أوروبا، ولا سيما البوروسي إدوارد شوبرت الدنماركي كريستيان هانسن (الذي حل محل المهندس اليوناني ستاماتيوس كلينثيس في استقالة الأخير، بعد وقت قصير من بدء العمل) والمواطن الدريسدني إدوارد لوران. أثارت هيمنة العلماء غير اليونانيين على التنقيب عن الآثار اليونانية والحفاظ عليها استياء المثقفين اليونانيين الأصليين، وتوترات بين بيتاكيس وروس.